# Llista de topònims d'Alió
Llista de topònims (noms propis de lloc) del municipi d'Alió, a l'Alt Camp
Informació actualitzada per un bot. Els canvis manuals es perdran quan s'actualitzi!

## cabana
| imatge | Nom                   | Ubicat a | instància de | Detalls | coordenades                                                         | Protecció | Commons (més fotos) | Dades a WD                    |
| ------ | --------------------- | -------- | ------------ | ------- | ------------------------------------------------------------------- | --------- | ------------------- | ----------------------------- |
|        | pallissa de Cogullada | Alió     | cabana       |         | 41° 17′ 41″ N, 1° 19′ 08″ E / 41.2948516912721°N,1.31899312534105°E |           |                     | Modifica les dades a Wikidata |
|        | pallissa del Boixat   | Alió     | cabana       |         | 41° 17′ 36″ N, 1° 19′ 21″ E / 41.2933343119243°N,1.32241190999671°E |           |                     | Modifica les dades a Wikidata |
|        | pallissa del Miró     | Alió     | cabana       |         | 41° 17′ 41″ N, 1° 19′ 11″ E / 41.2946559339344°N,1.31977445167297°E |           |                     | Modifica les dades a Wikidata |

## edifici
| imatge | Nom                                      | Ubicat a | instància de | Detalls | coordenades                                          | Protecció                   | Commons (més fotos)                      | Dades a WD                    |
| ------ | ---------------------------------------- | -------- | ------------ | --- | ---------------------------------------------------- | --------------------------- | ---------------------------------------- | ----------------------------- |
|        | Celler de la Cooperativa Agrícola d'Alió | Alió     | edifici      | Arquitecte: Claudi Duran i Ventosa Cèsar Martinell i Brunet Estil: modernisme català arquitectura modernista | 41° 17′ 47″ N, 1° 18′ 30″ E / 41.2964°N,1.3084°E     | bé cultural d'interès local | Celler de la Cooperativa Agrícola d'Alió | Modifica les dades a Wikidata |
|        | Cisternes d'Alió                         | Alió     | edifici      | Estil: arquitectura popular                                                                                  | 41° 17′ 41″ N, 1° 18′ 26″ E / 41.294816°N,1.307255°E | bé cultural d'interès local |                                          | Modifica les dades a Wikidata |

## masia
| imatge | Nom               | Ubicat a | instància de | Detalls | coordenades                                                         | Protecció | Commons (més fotos) | Dades a WD                    |
| ------ | ----------------- | -------- | ------------ | ------- | ------------------------------------------------------------------- | --------- | ------------------- | ----------------------------- |
|        | Mas de Barriac    | Alió     | masia        |         | 41° 18′ 23″ N, 1° 17′ 51″ E / 41.30649722°N,1.29738611°E 266.6 msnm |           |                     | Modifica les dades a Wikidata |
|        | Mas de Ruell      | Alió     | masia        |         | 41° 18′ 15″ N, 1° 17′ 23″ E / 41.3042464904726°N,1.28966620786173°E |           |                     | Modifica les dades a Wikidata |
|        | Mas del Paller    | Alió     | masia        |         | 41° 18′ 36″ N, 1° 17′ 27″ E / 41.30986667°N,1.29090556°E 270 msnm   |           |                     | Modifica les dades a Wikidata |
|        | Masia de l'Herpet | Alió     | masia        |         | 41° 17′ 55″ N, 1° 18′ 49″ E / 41.2986463297608°N,1.31362845694505°E |           |                     | Modifica les dades a Wikidata |
|        | Masia del Capri   | Alió     | masia        |         | 41° 17′ 53″ N, 1° 17′ 04″ E / 41.29818889°N,1.28455944°E 255 msnm   |           |                     | Modifica les dades a Wikidata |
|        | el Maset          | Alió     | masia        |         | 41° 17′ 58″ N, 1° 18′ 18″ E / 41.299418°N,1.304962°E                |           |                     | Modifica les dades a Wikidata |
|        | la Calivena       | Alió     | masia        |         | 41° 18′ 09″ N, 1° 17′ 32″ E / 41.3025380640584°N,1.29229086739567°E |           |                     | Modifica les dades a Wikidata |
|        | les Comes         | Alió     | masia        |         | 41° 18′ 02″ N, 1° 18′ 55″ E / 41.3005455378577°N,1.31538308518266°E |           |                     | Modifica les dades a Wikidata |

## Misc
| imatge | Nom                              | Ubicat a | instància de                                   | Detalls                    | coordenades                                                           | Protecció                                            | Commons (més fotos)              | Dades a WD                    |
| ------ | -------------------------------- | -------- | ---------------------------------------------- | -------------------------- | --------------------------------------------------------------------- | ---------------------------------------------------- | -------------------------------- | ----------------------------- |
|        | Alió                             | Alió     | entitat singular de població capital municipal | 506 hab                    | 41° 17′ 39″ N, 1° 18′ 21″ E / 41.29422°N,1.30585°E 260 msnm           |                                                      |                                  | Modifica les dades a Wikidata |
|        | Polígon industrial Bràfim-Alió   | Alió     | polígon industrial                             |                            | 41° 17′ 19″ N, 1° 20′ 43″ E / 41.2886026349132°N,1.34523484137237°E   |                                                      |                                  | Modifica les dades a Wikidata |
|        | Restes de murs de la vila d'Alió | Alió     | muralla urbana                                 | Estil: arquitectura gòtica | 41° 17′ 38″ N, 1° 18′ 17″ E / 41.293912°N,1.304675°E 259 msnm         | bé d'interès cultural bé cultural d'interès nacional | Restes de murs de la vila d'Alió | Modifica les dades a Wikidata |
|        | Sant Bartomeu d'Alió             | Alió     | església                                       |                            | 41° 17′ 41″ N, 1° 18′ 22″ E / 41.29485°N,1.305978°E                   | bé cultural d'interès local                          | Sant Bartomeu d'Alió             | Modifica les dades a Wikidata |
|        | casa consistorial d'Alió         | Alió     | casa consistorial                              |                            | 41° 17′ 43″ N, 1° 18′ 24″ E / 41.29532123139469°N,1.306544198802868°E |                                                      |                                  | Modifica les dades a Wikidata |